# Medisch Centrum van Nork-Marash
Het Medisch Centrum Nork-Marash is een academisch ziekenhuis en biomedisch onderzoekscentrum in de Armeense hoofdstad Jerevan.
Het ziekenhuis is gespecialiseerd in cardiale zorg en wordt geleid door dr. Hrayr (Hagop) Hovagimian, een thoraxchirurg van de universiteit van Aleppo.
Het medisch centrum bestaat uit drie klinische basisafdelingen, waaronder de cardiothoracale chirurgie, de afdeling volwassenencardiologie en kindercardiologie. Naast de traditionele hartchirurgie wordt er ook interventionele cardiologie en minimaal-invasieve hartchirurgie toegepast. Vroeger werden ook elektrofysiologische interventies en frequentiegestuurde ablaties uitgevoerd, maar het team verhuisde naar het Medisch Centrum van Erebouni en werd later het aritmologie-cardiologiecentrum van Armenië.
Het ziekenhuis werd geopend in 1994. Met de hulp van liefdadigheidsorganisaties opgericht door de Armeense diaspora, voornamelijk uit de Verenigde Staten, het Verenigd Koninkrijk en Frankrijk, werd het Medisch Centrum Nork-Marash een van de toonaangevende ziekenhuizen in hartchirurgie in het Gemenebest van Onafhankelijke Staten.
Via zijn verschillende liefdadigheidsprojecten bood het centrum gratis cardiale chirurgische zorg aan kinderen uit de Russische Federatie, Wit-Rusland, Kirgizië, Oezbekistan, Tadzjikistan, Georgië en Syrië.